# Janusz Kuczyński

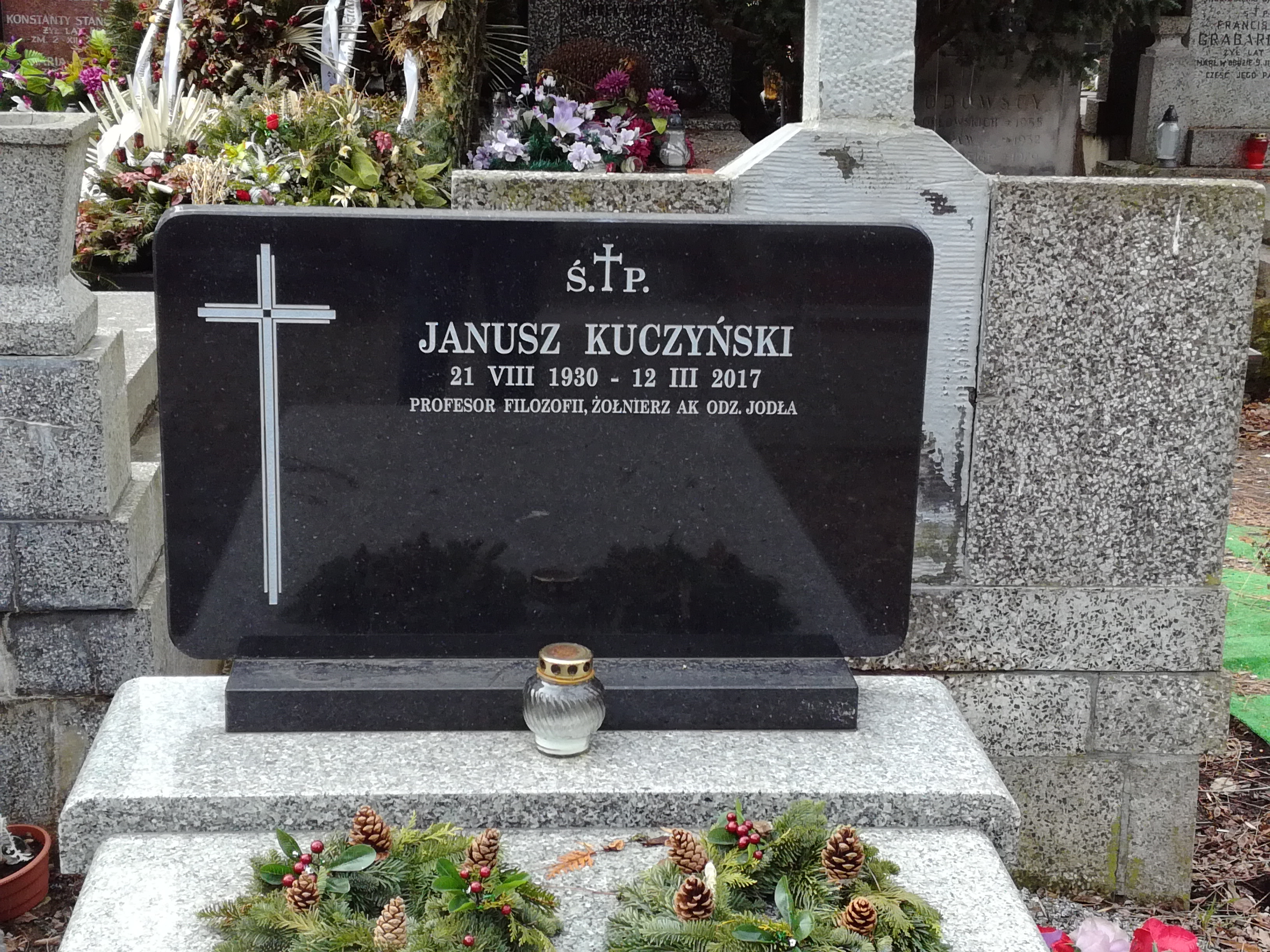
Grób prof. Janusza Kuczyńskiego na cmentarzu Bródnowskim w Warszawie

Janusz Lucjan Kuczyński (ur. 21 sierpnia 1930 w Konewce, zm. 12 marca 2017) – polski filozof, profesor nauk humanistycznych, w czasach PRL m.in. dziennikarz Po Prostu i publicysta tygodnika Argumenty.

## Życiorys
W latach 1944–1945 służył w Armii Krajowej, w oddziale Antoniego Hedy. Do 1952 studiował na Uniwersytecie Łódzkim, do 1954 na Uniwersytecie Warszawskim, w latach 1954–1957 kierował działem filozoficznym tygodnika Po Prostu, w latach 1957–1967 był publicystą tygodnika Argumenty.
Od 1957 pracował na Uniwersytecie Warszawskim, gdzie w 1962 obronił pracę doktorską (jej promotorem był Leszek Kołakowski), w 1969 otrzymał stopień doktora habilitowanego, a w 1975 tytuł profesora nadzwyczajnego. Kierował tam m.in. Centrum Uniwersalizmu i Zakładem Historii Filozofii Współczesnej. W latach 1968–1979 był zastępcą redaktora naczelnego, następnie redaktorem naczelnym pisma Studia Filozoficzne, w latach 1969–1981 wchodził w skład prezydium Komitetu Nauk Filozoficznych Polskiej Akademii Nauk.
W latach 1986–1989 był członkiem Rady Konsultacyjnej przy Przewodniczącym Rady Państwa.
Pracował także w Wyższej Szkole Ekologii i Zarządzania w Warszawie. Był założycielem i prezydentem International Society for Universal Dialogue, w latach 1973–2014 redaktorem naczelnym pisma noszącego kolejne nazwy Dialectics and Humanism, Dialogue and Humanism, Dialogue and Universalism, w którym głosił tzw. teorię uniwersalizmu.
Pochowany na cmentarzu Bródnowskim (kwatera 8B-1-15).

## Nagrody i odznaczenia
- Nagroda im. Juliana Bruna (1961)[3].
- Nagroda Trybuny Ludu (1973)[3].
- Krzyż Kawalerski Orderu Odrodzenia Polski[3].
- Medal Komisji Edukacji Narodowej[3].

## Publikacje
- Urok wiary (1957)
- Chrześcijaństwo i sens życia (1959)
- Porządek nadchodzącego świata. Katolicyzm, laicyzm, humanizm (1964)
- Filozofia życia (1965)
- 500 zagadek filozoficznych (1966 – z Tadeuszem Mrówczyńskim)
- Humanizm socjalistyczny (1966 – z Alicją Kuczyńską)
- Zagadki religioznawcze (1969 – z Krystyną Kuczyńską)
- Zmierzch mieszczaństwa. Immoralizm, nihilizm, faszyzm (1967)
- Żyć i filozofować (1969)
- Indywidualność i ojczyzna. Filozoficzna problematyka kwestii narodowej (1972)
- Homo creator. Wstęp do dialektyki człowieka (1976)
- Christian-marxist dialogue in Poland (1979)
- Sens życia (1981)
- Uniwersalizm jako metafilozofia (Tom 1 Polskość i uniwersalistyczny socjalizm – 1989, Tom 2 Świadectwo i filozofia dialogu – 1990)
- Ogrodnicy świata (1998)
- Młodość Europy i wieczność Polski (1999)